# Annelies Meier
Annelies Meier, schweizisk orienterare som tog brons i stafett vid VM 1981.